# Нана Акуфо Адо
Нана Адо Данква Акуфо Адо (енгл. Nana Addo Dankwa Akufo-Addo; 29. март 1944) гански је политичар који је обављао функцију председника Гане од 7. јануара 2017. до 7. јануара 2025 године. Био је кандидат за председника на изборима 2008. и 2012, али је оба пута је доживео пораз. Претходно је био државни тужилац од 2001. до 2003. и министар спољних послова од 2003. до 2007. године.

## Признања
- Орден Републике Србије (2021)[3]